# Мельчевский, Марцин
Ма́рцин Мельче́вский (пол. Marcin Mielczewski; около 1600 ― сентябрь 1651, Варшава) ― польский композитор и дирижёр, один из наиболее значительных и плодовитых представителей польского музыкального барокко.

## Биография
О жизни Мартина Мельчевского до 1632 года ничего не известно. В 1632 году он являлся музыкантом и композитором в королевской часовне Владислава IV в Варшаве. В 1644 или 1645 году Мельчевский получил пост капельмейстера князя-епископа Карла Фердинанда Ваза во Вроцлаве. На этой должности он оставался до конца жизни. Мельчевский неоднократно сопровождал Карла Фердинанда в поездках по стране и подолгу жил в других польских городах.
Марцин Мельчевский был дважды женат и имел семерых детей. Точная дата его смерти неизвестна. Он скончался в промежутке между 8 и 30 сентября 1651 года.